# Dany (Comiczeichner)

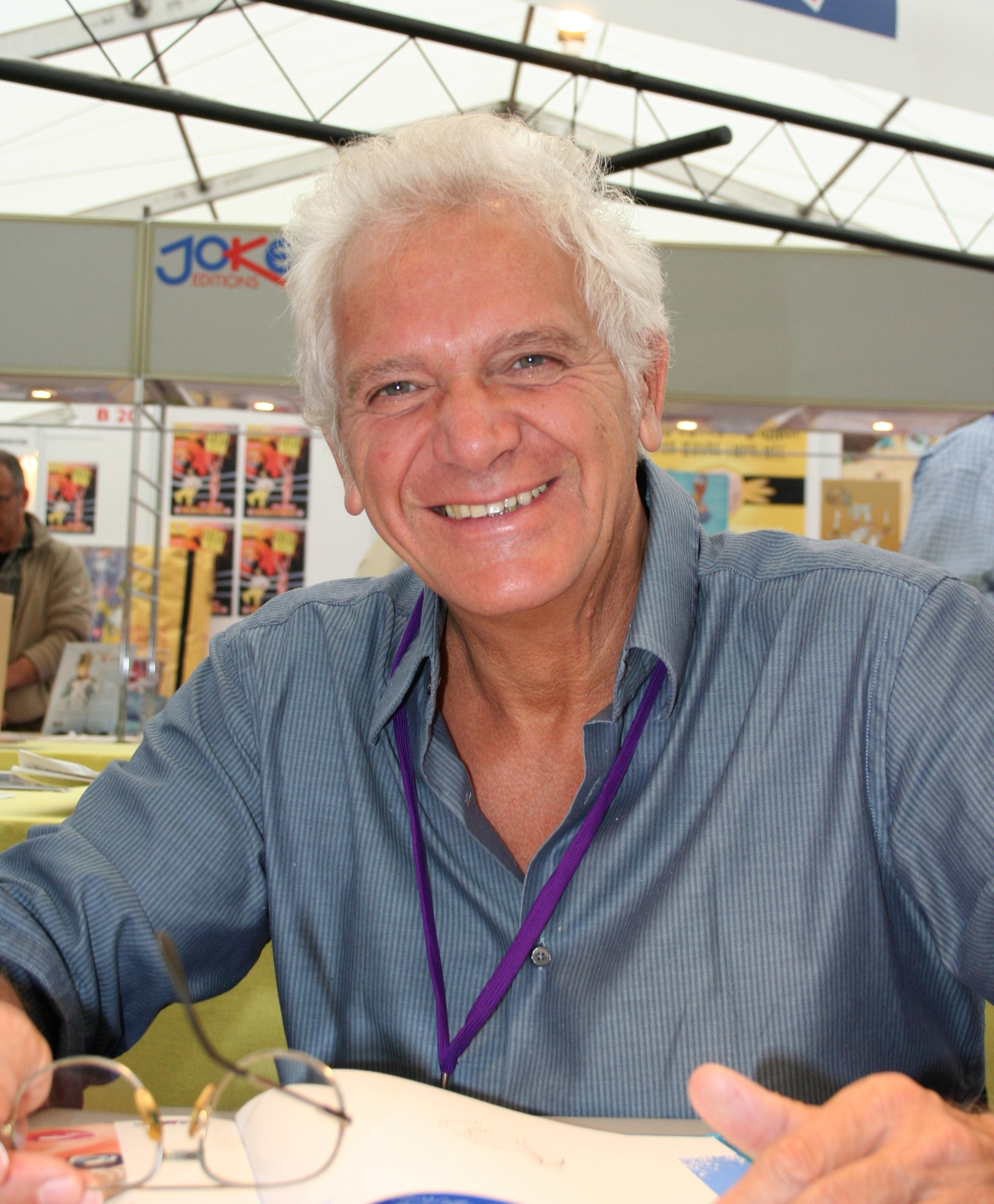
Dany (2008)

Daniel Henrotin (* 28. Januar 1943 in Marche-en-Famenne) ist ein belgischer Comiczeichner, dessen Bandbreite von Abenteuererzählungen bis zu Soft-Erotik reicht.

## Werdegang
Nach einem Kunststudium in Lüttich sammelte er als der Assistent von Mittéï (Jean Marriette) erste Erfahrungen als Comiczeichner. Diese Zusammenarbeit endete, als Dany zum Militärdienst einberufen wurde und nur noch gelegentlich Zeit fand, einzelne Illustrationen und kurze Beiträge für das Tintin-Magazin zu realisieren.
Noch während des Militärdienstes erhielt Dany von Greg das Angebot für ihn zu arbeiten. Ab 1966 half er bei der Realisierung von Albert Enzian und Les As, für die Greg die Geschichten schrieb. Schließlich konnte er 1968 mit Olivier Rameau (dt. Oliver & Columbine) seine erste eigene Serie in Tintin zeichnen. Diese poetische und humorvolle Reihe von Greg war sein erster großer Erfolg. Nach Alice au pays des merveilles arbeitete er bei Jo Nuage et Kay Mac Cloud erneut mit Greg zusammen.
Die Wende zum realistischen Comic nahm Dany 1975 mit dem Einzelband Abenteuer ohne Helden vor, nach einem Szenario von Jean Van Hamme. Ursprünglich als One-Shot konzipiert, folgte 1997 die Reminiszenz 20 Jahre danach. Mit Arlequin (dt. Joker) startete er dann 1979 seine erste realistische Serie. Er übernahm auch Andy Morgan als Nachfolger von Hermann. Obwohl Dany seine Stärke eher im humoristischen Bereich sah, kehrte er später für Auf Draculas Spuren zum realistischen Comic zurück.

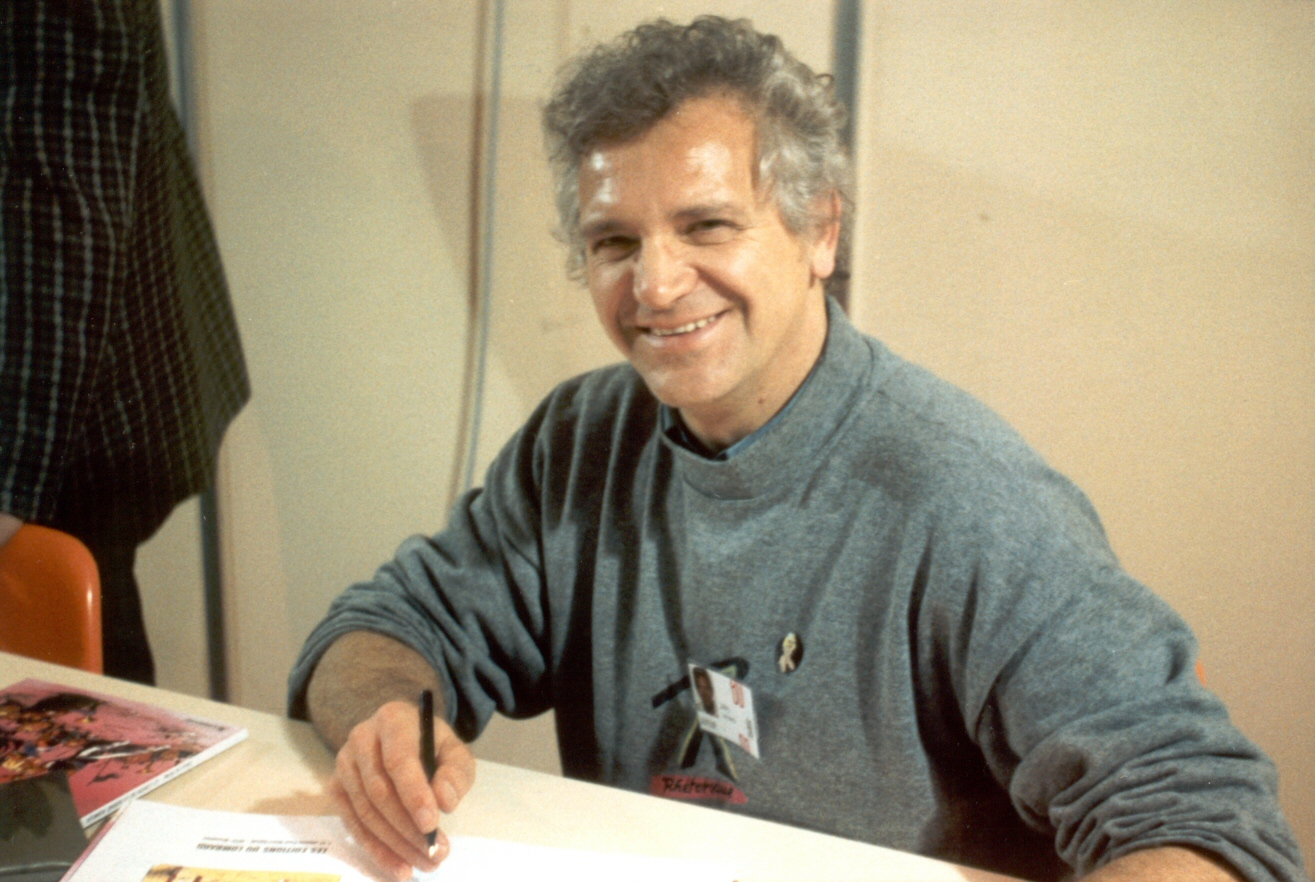
Dany im Jahr 1990

In den 1980er Jahren wandte sich Dany mehr und mehr den „frechen“ Comics zu. Für verschiedene Zeitschriften fertigte er erotische Witzeleien als kurze Gag-Strips. Der endgültige Durchbruch gelang Dany 1990 mit dem Soft-Erotik-Comic Ça Vous Intéresse? (dt. Interesse?), einer Sammlung erotischer Witze und Gag-Strips, die in den Folgejahren zahlreiche Fortsetzungen (deutsche Titel Oh la la, Noch mehr?, Schäm dich, Schockiert?) fanden. Durch diese Albenreihe mit den erotischen Gag-Strips feierte er auch international Erfolg und erzielte beachtliche Verkaufszahlen.
In Äquator entwickelte Dany einen halbrealistischen Stil, den er in Die Kriegerinnen von Troy verfeinerte. Hatte er bereits in der letzten Geschichte von Oliver & Columbine mit einer neuen Kolorierung experimentiert, ging er in Auf Draculas Spuren und Die Kriegerinnen von Troy zur Direktkolorierung über.
2020 griff er für den Einzelband Un homme qui passe (dt. Der Mann, der vorbeizieht) nach einem Szenario von Denis Lapière seinen realistischen Zeichenstil wieder auf. 2023 folgte nach einem Szenario von Yann Spirou et la Gorgone bleue innerhalb der Reihe Spirou et Fantasio par... (dt. Spirou und die blaue Gorgone als Spirou Spezial Nr. 42).

## Werke
- Oliver & Columbine (12 Bände, 1968–2005)
- Alice au pays des merveilles (1973)
- Abenteuer ohne Helden (1975)
- Jo Nuage et Kay Mac Cloud (1975–1976)
- Joker (3 Bände, 1978–1986)
- Andy Morgan (2 Bände, 1978–1989)
- Interesse? (6 Bände, 1990–2002)
- Äquator (2 Bände, 1992–1994)
- 20 Jahre danach (1997)
- Auf Draculas Spuren (2006)
- Die Kriegerinnen von Troy (2 Bände, 2010–2013)
- Ludivine – Unterm Mantel der Geschichte (2016)
- Der Mann, der vorbeizieht (2020)
- Spirou und die blaue Gorgone (2023)

## Auszeichnungen
- 1971: Prix Saint-Michel (Brüssel) für Olivier Rameau
- 1992: Grand Prix von Sobreda (Portugal)
- 1992: Publikumspreis beim Festival de Lys-lez-Lannoy
- 1992: Prix du meilleur album in Solliès-Ville (Frankreich)
- 1993: Crayon d’Or in Middelkerke (Belgien)
- 1993: Prix de la meilleur BD in Nantes (Frankreich)
- 1994: 110 d’or beim Festival de Bédéciné Illzach (Mulhouse) für sein Gesamtwerk
- 1996: Prix Sloane 1996 in Cagnes-sur-Mer